# Jean Tétreau
 (mars 2014).
Si vous disposez d'ouvrages ou d'articles de référence ou si vous connaissez des sites web de qualité traitant du thème abordé ici, merci de compléter l'article en donnant les références utiles à sa vérifiabilité et en les liant à la section « Notes et références ».
Jean Tétreau (26 octobre 1923 - 5 novembre 2012 à Montréal) est un écrivain, philosophe, romancier et essayiste québécois. Il a notamment traduit des auteurs russes. Le fonds d'archives de Jean Tétreau (P884) est conservé au centre BAnQ Vieux-Montréal de Bibliothèque et Archives nationales du Québec.

### Essais
- Essais et mélanges, Éditions Renée Lacoste & Cie, Paris, 1950 (sous le pseudonyme de Maxime Rex).
- Journal d’un célibataire, Éditions Renée Lacoste & Cie, Paris, 1952 (sous le pseudonyme de Maxime Rex).
- Essais sur l’homme, Atelier Pierre Guillaume, Montréal, 1960
- Le Moraliste impénitent, Éditions de la Diaspora française, Paris, 1965.
- Lettre sur la philosophie naturelle, Éditions de l’Action nationale, Montréal, 1968.
- Un seul problème : connaître, Les éditions d’Orphée, Montréal, 1969.
- L’Univers invisible, Les éditions d’Orphée, Montréal, 1971.
- Remarques sur l’étude du chinois moderne, L’Action nationale, Montréal, 1976.
- Pensées du soir II, Les éditions d’Orphée, Montréal, 1993.
- Nouveaux essais, nouveaux mélanges, Montréal, Lecturiels.org, 2020 –  (ISBN 978-2-89816-047-9)

### Ouvrages romanesques
- Les Nomades, Éditions du Jour, Montréal, 1967.
- Volupté de l’amour et de la mort, Éditions du Jour, Montréal, 1968.
- Treize histoires en noir et blanc, Éditions du Jour, Montréal, 1970.
- Vieille Russie (contes traduits du russe) Les éditions Québec-URSS, Montréal, 1972.
- Prémonitions, Éditions Pierre Tisseyre, Montréal, 1978.
- La messe en si mineur, Éditions Pierre Tisseyre, Montréal, 1983.
- Journal de marche d’un officier romain, Leméac, Montréal, 1994.
- Ma faune débridée, Éditions Le temps volé, Montréal, 2003
- Femmes libres de Carthage, éditions du 42e parallèle, Montréal, 2004
- Femmes libres de Carthage, Montréal, Lecturiels.org, 2020 –  (ISBN 978-2-89816-075-2)

### Théâtre
- Le Réformateur, pièce en cinq actes, Journal Offset Inc., Ville Saint-Laurent, 1973.

### Biographie
- Hertel, l’homme et l’œuvre, Éditions Pierre Tisseyre, Montréal, 1986.